# Kirill Antjuch
Kirill Nikolaevič Antjuch (in russo Кирилл Николаевич Антюх?; traslitterazione anglosassone Kirill Nikolayevich Antyukh; Podol'sk, 6 ottobre 1986) è un bobbista russo.

## Biografia
Iniziò a gareggiare nel 2006 come frenatore per la squadra nazionale russa, debuttando in Coppa Europa a novembre 2011. Esordì in Coppa del Mondo al termine della stagione 2012/13, il 16 febbraio 2013 a Soči, dove si piazzò al 31º posto nel bob a quattro; colse il suo primo podio il giorno successivo quando fu terzo nella gara a due in coppia con Aleksandr Kas'janov.
Prese inoltre parte a sei edizioni dei campionati mondiali; nel dettaglio i suoi risultati nelle rassegne iridate sono stati, nel bob a due: undicesimo a Winterberg 2015, venticinquesimo a Innsbruck 2016 e ventitreesimo a Schönau am Königssee 2017; nel bob a quattro: decimo a Sankt Moritz 2013, undicesimo a Winterberg 2015, quattordicesimo a Innsbruck 2016, ottavo a Schönau am Königssee 2017, dodicesimo ad Altenberg 2020 e quattordicesimo ad Altenberg 2020; nella gara a squadre: nono a Sankt Moritz 2013. 
Agli europei detiene invece quali migliori piazzamenti il quarto posto nel bob a due, ottenuto a Winterberg 2017, e il quinto nel bob a quattro, raggiunto a Innsbruck 2018.

## Palmarès

### Coppa del Mondo
- 1 podio (nel bob a due):
  - 1 terzo posto.

### Circuiti minori

#### Coppa Europa
- 12 podi (3 nel bob a due, 9 nel bob a quattro):
  - 4 vittorie (tutte nel bob a quattro);
  - 4 secondi posti (1 nel bob a due, 3 nel bob a quattro);
  - 4 terzi posti (2 nel bob a due, 2 nel bob a quattro).